# Безен-Гарро
Безе́н-Гарро́ (фр. Bezins-Garraux, окс. Vedins e Garraus) — коммуна во Франции, находится в регионе Юг — Пиренеи. Департамент — Верхняя Гаронна. Входит в состав кантона Сен-Беа. Округ коммуны — Сен-Годенс.
Код INSEE коммуны — 31067.

## География
Коммуна расположена приблизительно в 670 км к югу от Парижа, в 100 км к юго-западу от Тулузы.
На юге коммуны протекает река Гаронна. Большую часть территории коммуны занимают леса.

## Климат
Климат умеренно-океанический. Зима мягкая и снежная, весна характеризуется сильными дождями и грозами, лето сухое и жаркое, осень солнечная. Преобладают сильные юго-восточные и северо-западные ветры.

## Население
Население коммуны на 2010 год составляло 51 человек.
| 1962 | 1968 | 1975 | 1982 | 1990 | 1999 | 2010 |
| ---- | ---- | ---- | ---- | ---- | ---- | ---- |
| 73   | 47   | 44   | 38   | 46   | 39   | 51   |

## Администрация
| Период | Период | Фамилия       | Партия                              | Примечания |
| ------ | ------ | ------------- | ----------------------------------- | ---------- |
| 1965   | 2014   | Эрнест Дат    | Французская коммунистическая партия |            |
| 2014   | 2020   | Лоретта Даспе |                                     |            |

## Экономика
В 2010 году среди 38 человек трудоспособного возраста (15—64 лет) 26 были экономически активными, 12 — неактивными (показатель активности — 68,4 %, в 1999 году было 91,3 %). Из 26 активных жителей работали 20 человек (11 мужчин и 9 женщин), безработных было 6 (1 мужчина и 5 женщин). Среди 12 неактивных 0 человек были учениками или студентами, 10 — пенсионерами, 2 были неактивными по другим причинам.

## Достопримечательности
- Церковь Св. Иоанна Крестителя (XII—XIII века). Исторический памятник с 1955 года[4]

## Фотогалерея

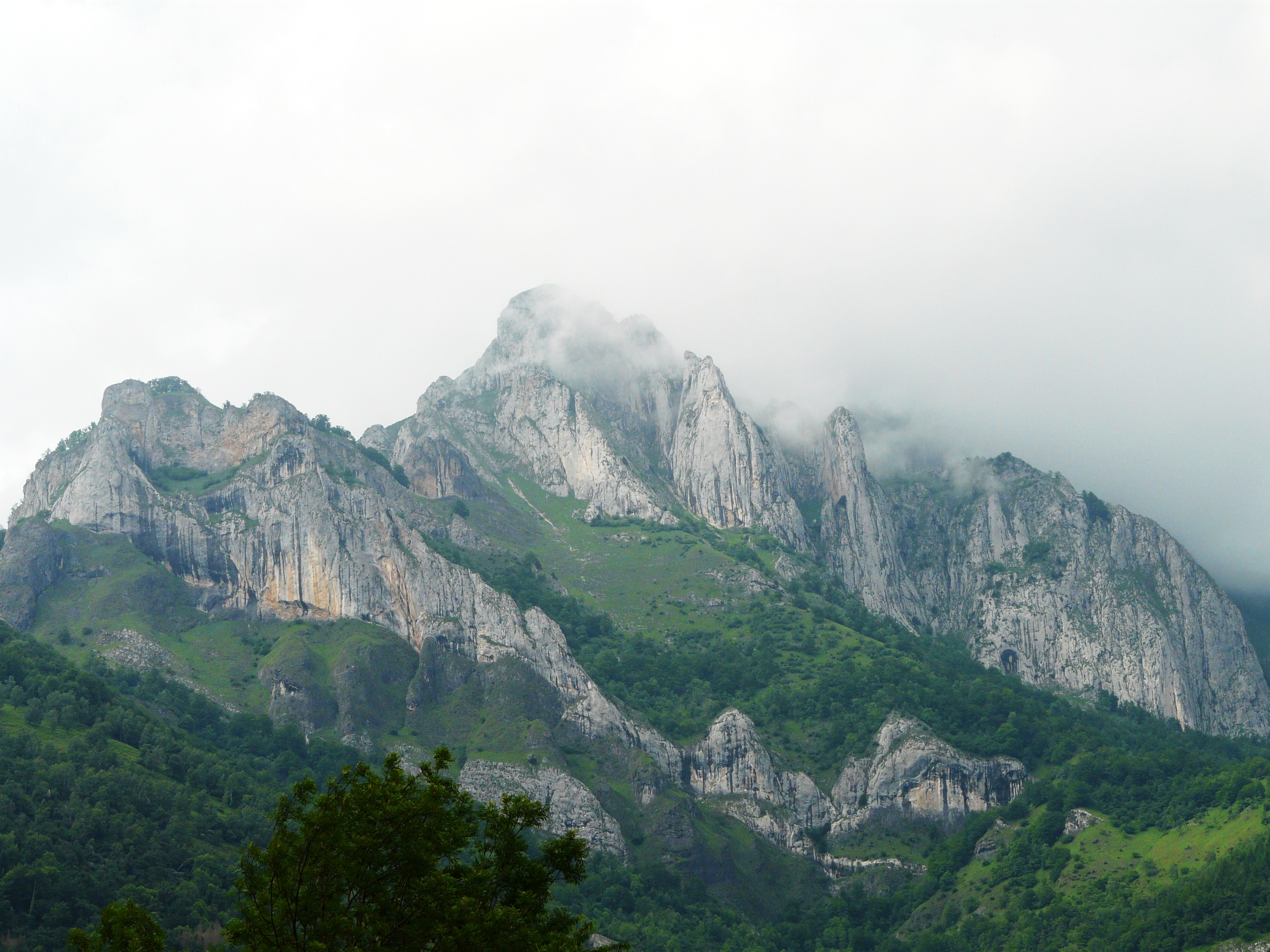
Гора Гар
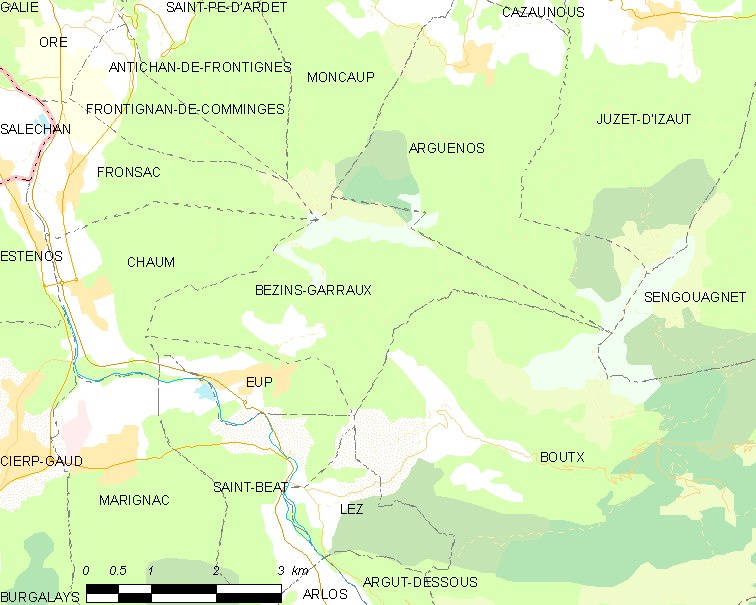
Карта коммуны